# Distrito de Cracovia (ocupación alemana)
El Distrito de Cracovia (en alemán: Distrikt Krakau, en polaco: Dystrykt krakowski) fue uno de los 4 distritos administrativos originales establecidos por los alemanes después de la ocupación alemana de Polonia durante los años 1939-1945. Este distrito, junto con los otros tres distritos, formó el Gobierno General. Fue establecido el 12 de octubre de 1939 por Adolf Hitler, con la capital en Cracovia ocupada, la residencia histórica de la realeza polaca. El Gauleiter Hans Frank se convirtió en el Gobernador General de todo el territorio del Gobierno General (en alemán: Generalgouvernement). Hizo su residencia en Cracovia en el castillo de Wawel, fuertemente vigilado. Frank fue el exasesor legal del Partido Nacionalsocialista. La población del distrito en 1943 era de aproximadamente 4 millones de personas.

## Administración
El distrito de Cracovia se dividió en 12 Kreise (condados). Cada uno de estos Kreise fue dirigido por un jefe de distrito (en alemán: Kreishauptmann). Los 12 Kreise que componían el distrito incluían Dębica, Jarosław, Jasło, Krakauland, Krosno, Miechów, Neumarkt, Neu- Sandez, Przemyśl, Reichshof, Sanok y Tarnow. El quinto distrito, Galitzia, se incorporó al Gobierno General después del comienzo de la invasión alemana de la Unión Soviética durante la Operación Barbarroja. 
El principal líder administrativo era el gobernador de distrito. El primer gobernador fue el mayor general de las SS Otto Wächter, quien sería sucedido en el siguiente orden: Richard Wendler, el Dr. Ludwig Losacker y finalmente el Dr. Kurt von Burgsdorff. El primer líder alemán de las SS y la policía (SSPF) fue Hans Walter Zech, sucedido por el SS-Oberführer Julian Scherner, y finalmente por el SS-Sturmbannführer Will Haase. El SSPF supervisó varias agencias policiales, como la Policía de Seguridad (en alemán: Sicherheitspolizei) y la Policía del Orden (Ordnungspolizei). La Policía del Orden consistía en la Schutzpolizei (Schupo), que manejaba actividades policiales en ciudades más grandes, y la Gendarmería, que manejaba actividades policiales en ciudades más pequeñas y áreas rurales. Por último, la policía judía (Jüdischer Ordnungsdienst) supervisó las actividades internas de los diversos guetos establecidos en todo el distrito. La Policía Polaca (azul) y la Policía de la Orden fueron responsables de la patrulla externa de los guetos. El Comandante de la Policía de Seguridad y SD del Distrito de Cracovia fue el SS-Lieutenant Coronel Max Grosskopf. La policía judía se ganó la reputación de ser extremadamente brutal a la hora de cumplir las órdenes de los alemanes. 
Una vez que los militares dieron el control a la administración civil alemana, se aprobaron varias leyes antisemitas para despojar a los judíos de sus derechos y comenzaron el trabajo forzado para aquellos que pudieron. Los consejos judíos (Judenräte) fueron creados por la administración civil para hacer cumplir las políticas relacionadas con los judíos que se convirtieron en ley. Los miembros de estos consejos fueron responsables de la implementación de las órdenes que se les dieron. Los consejos judíos eran responsables de la organización del trabajo forzado, la recaudación de impuestos y contribuciones, el registro, la aplicación de las normas sanitarias y la organización de servicios médicos y de asistencia social. Los consejos judíos fueron acusados de tratar horriblemente a los refugiados y de corrupción. Los miembros de los consejos a menudo intentaron sobornar a los funcionarios alemanes para que retrasaran una orden. Esto no funcionó a largo plazo ya que los fondos judíos comenzaron a agotarse con bastante rapidez. La Autoayuda Social Judía (ASJ) eventualmente asumió el control del bienestar de los consejos judíos. Se establecieron sucursales en las principales poblaciones judías de todo el distrito. Los servicios que proporcionaron incluyeron la creación de comedores populares, distribuyeron alimentos y ropa que se les dio, y atendieron a ancianos y niños. Sus esfuerzos no fueron suficientes para solucionar todos los problemas que enfrentan los guetos judíos. 
Un poco más de dos meses después de la invasión de Polonia, el nuevo jefe de la Gestapo de Cracovia SS-Obersturmbannführer Bruno Müller había lanzado su Sonderaktion Krakau, cerrando todas las universidades y escuelas secundarias, y arrestando a los principales académicos; finalmente matando al presidente de Cracovia, el Dr. Stanisław Klimecki.

## Guetoización
La ocupación de Cracovia por la Alemania nazi comenzó el 6 de septiembre de 1939. Muchos judíos y civiles trataron de huir cuando llegó el Ejército alemán, pero muchos se vieron obligados a regresar a la ciudad. El gueto de Cracovia se estableció el 3 de marzo de 1941, seguido de una ola de más guetos en otras ciudades del distrito. Las estadísticas alemanas estiman que había alrededor de 200.000 judíos dentro del distrito. Probablemente fue una estimación baja, ya que no tuvo en cuenta a los judíos que vinieron de Alemania después de que Polonia se incorporó al Reich. Cracovia se convirtió en la sede de la Policía de Seguridad (SiPo) y la agencia de inteligencia (SD) para la Operación Reinhard, que marcó la fase más mortal de la Solución Final. La mayoría de las deportaciones de judíos se produjeron dentro de un período de tres meses y medio desde el 1 de junio hasta mediados de septiembre de 1942. Todos los guetos fueron liquidados en febrero de 1944, y los judíos fueron enviados a campos de trabajos forzados o al campo de exterminio de Bełżec. De los 60.000 judíos que estaban en Cracovia antes de que comenzara la guerra, alrededor de 2.000 sobrevivieron. 
Hubo resistencia organizada dentro del gueto de Cracovia. Participaron en actividades tanto dentro como fuera del gueto. Muchos grupos juveniles anteriores a la guerra se mantuvieron en contacto y comenzaron a entrenar con armas, implementaron programas de asistencia y otras diversas actividades subterráneas. La resistencia llevó a cabo redadas en las que mataron a informantes de la Gestapo, robaron uniformes que se producían en fábricas en el gueto y otras actividades. Fuera del gueto, asesinaron a oficiales alemanes y atacaron puntos de control.

## Trabajo forzoso en el distrito de Cracovia
Gran parte del trabajo forzado en el distrito de Cracovia ocurrió en los campos de concentración dirigidos por los alemanes. El trabajo fue generalmente coordinado por el Judenrat (Consejo Judío). Esto incluía separar a los judíos por su condición física para trabajos forzados y manejar cualquier problema social que surgiera. No era raro que los trabajadores fueran enviados desde campos de trabajo forzado a campos de exterminio nazi, particularmente a las cercanas Auschwitz-Birkenau o Bełżec. Para 1942, unos 37.000 judíos permanecían en el distrito de Cracovia; todos los cuales estaban confinados en los guetos restantes o en los principales campos de trabajo como Płaszów, Biesiadka y Pustków, según el Informe Korherr. 
El Gueto de Cracovia se dividió a principios de diciembre de 1942 en Gueto "A" y Gueto "B", siendo el primero para los trabajadores y el segundo para los demás. Este paso fue una preparación directa para la eventual liquidación del gueto. Aktion Krakau (Operación Reinhard en Cracovia), dirigida por Amon Göth, llevó a cabo la liquidación final a mediados de marzo de 1943. El trabajo forzoso variaba en su propósito, pero era típicamente de naturaleza civil, industrial o agrícola. Muchos judíos fueron esclavizados en fábricas o en proyectos de construcción, generalmente en condiciones horribles y con escasas raciones. 

Dos empresas alemanas utilizaron notablemente el trabajo forzado judío, la Organización Todt (OT) y Kirchhof, ambas conocidas por proporcionar suministros de alimentos y salarios inadecuados. Kirchhof tenía fama de maltratar a los trabajadores judíos. El trabajo realizado para ambas compañías a menudo incluía pavimentar caminos, construir túneles, extraer canteras, descargar mercancías, construir caminos, remover lápidas de cementerios judíos y nivelar dichos cementerios para crear espacios públicos pavimentados. 
 "La mayor tragedia del estado polaco fue la imposibilidad de proporcionar a sus propios ciudadanos protección contra el terror de los ocupantes. Polonia estaba indefensa contra la construcción de una red de campos de concentración dentro del territorio ocupado por los alemanes. No era capaz de evitar que los ciudadanos de la República de Polonia, judíos y polacos por igual, sufrieran una terrible experiencia como esclavos en las fábricas de la muerte alemanas y los campos de trabajo soviéticos". 

### Campo de concentración de Płaszów
El campo de concentración de Cracovia-Płaszów, el segundo campo más grande en el distrito de Cracovia, después de Auschwitz, fue construido originalmente como una extensión del gueto de Cracovia, ubicado a unos cinco kilómetros al sureste del centro de la ciudad. Wilhelm Kunde, comandante de los detalles de la guardia de las SS, fue el gerente general del proceso de Aktion para liquidar el Gueto de Cracovia, y finalmente se convirtió en uno de los dos comandantes del campo de Płaszów. Aproximadamente 10.000 judíos fueron enviados a Płaszów inmediatamente después de la liquidación del gueto. 
La administración y la policía judías mantuvieron su importancia y jerarquía dentro del campo, manteniendo sistemas de guetos y estructuras de poder. Los guardias en Płaszów frecuentemente golpeaban a los judíos. Junto con la transferencia de los trabajadores del gueto al campamento, se llevaron a cabo muchas otras transferencias logísticas, como el traslado de máquinas, materias primas y equipos para talleres. 
Tanto en Płaszów como en Mielec, las letras KL (en alemán: Konzentrationslager, campo de concentración) estaban tatuadas en las manos de los judíos.

### Campo de trabajo de Biesiadka
El campo de trabajo forzado de Biesiadka estaba ubicado a unos 150 kilómetros al este de Cracovia, no lejos de Mielec. No era increíblemente urbano por naturaleza, se había observado que la mayoría de los trabajadores, muchos de Rzeszów y Jawornik, se dedicaron a más mano de obra basada en la agricultura, como la tala de árboles. 
Judíos y polacos fueron separados entre sí en Biesiadka. A su llegada, cortaron hayas para la empresa alemana Fischer y ayudaron a la empresa Müeller, que se encargaba de transportar los árboles a Mielec en camión. Al igual que muchos otros campamentos, los trabajadores de Biesiadka recibieron comidas modestas antes y después de su trabajo y fueron tratados como prisioneros bajo la supervisión de los guardias. El comandante del campo, Kolis, era conocido por disparar a trabajadores individuales con poca advertencia.

### Campo de concentración de Pustków
En abril y mayo de 1940, las Waffen-SS establecieron un campo de entrenamiento militar en Pustków utilizando mano de obra judía. Judíos y polacos fueron esclavizados y explotados como trabajadores forzados hasta 1944 en este campo y muchos campos de trabajo más pequeños que se establecieron en su proximidad. Se requirió que el Judenrat proporcionara mantas y alimentos a los reclusos, y esto ayudó a muchos a sobrevivir. Los judíos en el campo de Pustków se originaron en ciudades y pueblos pequeños y grandes en Polonia, especialmente en Dębica, Brzesko, Brozstek, Kolbuszowa, Ropczyce y Wieliczka. Algunos de los enviados a Pustków fueron luego transferidos a Auschwitz. Si bien no es común, algunos trabajadores forzados pudieron regresar a Dębica desde Pustków, habilitados por sobornos al Judenrat. 
Los miembros del Judenrat supuestamente intentaron evitar la mayor cantidad posible de judíos de los esfuerzos de trabajo forzado. Se establecieron pequeños talleres y fábricas para emplear a varios judíos, lo que los dejó exentos del reclutamiento laboral. La cantidad de hombres jóvenes, capaces y judíos que fueron capturados por alemanes y enviados a Pustków o al vecino Dulcza Mała continuó aumentando en 1940 a pesar de estos esfuerzos. 
Durante marzo de 1942, similar al destino de otras comunidades judías en el distrito de Cracovia, todos los judíos fueron completamente expulsados de Mielec. Unas 750 personas fueron enviadas a Pustków, y unas 500 fueron asesinadas en los alrededores de la ciudad. Además, otros 3.000 fueron deportados al área de Lublin. En algunos casos, como la ciudad de Błażowa, varios judíos tenían conexiones con "trabajos falsos" que los eximiera de ser enviados a Pustków durante la primavera de 1942. Algunos de los enviados al campo, sin embargo, fueron asesinados o murieron por las duras condiciones en el camino.

## Prensa
- Goniec Krakowski

## Gobernadores de Cracovia Galizien
| N.º |  | Gobernador                      | Inicio                  | Final                 | Duración         |
| --- |  | ------------------------------- | ----------------------- | --------------------- | ---------------- |
| 1   |  | Otto Wächter (1901-1949)        | 26 de octubre de 1939   | 22 de enero de 1942   | 2 años y 88 días |
| 2   |  | Richard Wendler (1898-1972)     | 31 de enero de 1942     | 24 de febrero de 1943 | 1 año y 24 días  |
| 3   |  | Ludwig Losacker (1906–1990)     | 24 de febrero de 1943   | 10 de octubre de 1943 | 228 días         |
| 4   |  | Kurt von Burgsdorff (1886-1962) | 23 de noviembre de 1943 | 18 de enero de 1945   | 1 año y 56 días  |